# Sajiramekar
Sajiramekar is een bestuurslaag in het regentschap Lebak van de provincie Banten, Indonesië. Sajiramekar telt 2682 inwoners (volkstelling 2010).